# Five Corners (Washington)
Five Corners  est une census-designated place américaine de l'État de Washington dans le comté de Clark. 
La population était de 18 159 habitants en 2010.